# フォトンファクトリー
フォトンファクトリー、英語: Photon Factory）は、高エネルギー加速器研究機構の放射光実験施設。PFリングおよびアドバンストリング(PF-AR)という2つの加速器を保有している。

## PFリング
1982年に初めて放射光を発生して以来、1987年、1997年、2005年に3度の大規模な改造を行うなどした加速器。
2009年1月にトップアップモードと呼ばれる運転モードで連続入射による運用が開始した。トップアップモード運転により、ほぼ一定の強度のビームを供給することができるようになった（これまでは、入射後時間とともにビーム強度は減衰していた）。
- 電子ビームエネルギー　0.75～3GeV　（通常は2.5GeVで運転）
- 周長 187m
- 偏向電磁石の数　28
  - 偏向電磁石1個の磁場の強さ　1テスラ
- 挿入光源の数　10
- ビームラインの数　22（各ビームラインに1つから4つの実験ステーションが存在）

## PF-AR
TRISTANの前段加速器を改造して作られた。
- 電子ビームエネルギー 6.5GeV
- 周長 377m
- ビームライン数 8